# 文森特 (堪薩斯州)
文森特（英語：Vincent）是位於美國堪薩斯州奧斯伯恩縣的一個鬼鎮。

## 歷史
文森特的郵政局於1878年設立，直到1901年結束營運。

## 地理
文森特所處的海拔為高於海平面522米（即1713英呎），而該地所採用的時區為UTC-6，即北美中部時區（CST）。同時該地設有夏令時間，為UTC-6調快一小時，即UTC-5（CDT）。